# Mahdi z Sudanu
Mahdi z Sudanu, Al-Mahdi, właściwie Muhammad Ahmad ibn Abd Allah (arab. ‏محمد أحمد ابن عبد الله‎, ur. 12 sierpnia 1844 w pobliżu Dongoli, zm. 22 czerwca 1885 w Chartumie) – przywódca powstania sudańskiego.
Mahdi (arabskie مَهْديّ mahdī, człowiek prowadzony przez Boga; mesjasz) jest tytułem, jaki Muhammad Ahmad ibn Abd Allah sam sobie nadał przed rozpoczęciem powstania.

## Wczesne życie
Muhammad Ahmad pochodził z beduińskiego klanu Baggara. Urodził się w rodzinie budowniczych łodzi, która wkrótce przeniosła się do położonej w pobliżu Chartumu wioski Karari. Ukończył szkołę koraniczną w Chartumie. Już we wczesnej młodości wykazywał głębokie zainteresowania studiami religijnymi i związał się z ruchem muzułmańskich mistyków – Sammanijach. Stał się wędrownym kaznodzieją, głoszącym wśród sudańskich plemion słowo Allaha. W 1870 roku zamieszkał wraz z grupą uczniów na położonej na Białym Nilu wyspie Abba, leżącej w odległości 250 km na południe od Chartumu.

## Wybuch powstania
W drugiej połowie XIX wieku Sudan poddany był zwierzchności Egiptu, który sam był formalnie prowincją Imperium Osmańskiego. Rządy mówiących przeważnie po turecku urzędników egipskich wywoływały niechęć miejscowej ludności, którą pogłębiała polityka fiskalna władz i nieliczenie się z potrzebami mieszkańców Sudanu.
Wiosną 1881 Muhammad Ahmad wyjawił swoim uczniom, że Bóg powierzył mu zadanie oczyszczenia islamu i zniszczenia wrogich islamowi rządów egipskich. 29 czerwca ogłosił się mahdim, Bożym wysłannikiem, który pokona wrogów i doprowadzi swoich wyznawców do wiecznej szczęśliwości. Liczba zwolenników Mahdiego szybko rosła i wkrótce jego uzbrojona w prymitywną broń armia wyruszyła do walki. Pod koniec 1883 mahdyści pokonali trzy armie egipskie i zdobyli El Obeid oraz Barę. 26 stycznia 1885 wojska Mahdiego rozpoczęły szturm na Chartum. Atak, po ciężkich walkach, został uwieńczony sukcesem i zakończył oblężenie Chartumu. W boju poległ wysłany na pomoc wojskom egipskim brytyjski generał Charles Gordon. Od tego momentu Sudan był pod rządami mahdystów.

## Rządy w Sudanie
Mahdi nie osiedlił się w zdobytym Chartumie, lecz przeniósł się do swojej rezydencji położonej po drugiej stronie Nilu, w wiosce Omdurman. Z niej to kierował życiem religijnym stworzonego przez siebie państwa, starając się urzeczywistnić głoszone przez siebie idee oczyszczenia islamu. Sprawy związane z administrowaniem państwem powierzył mianowanym przez siebie czterem kalifom. Rządy te nie zawsze były efektywne, jeśli chodzi o gospodarkę kraju, gdyż Sudan często nawiedzały w tym okresie klęski głodu.
W 1885 Mahdi zachorował na tyfus i zmarł 22 czerwca. Władzę po nim objął jego zaufany towarzysz Abdullahi, który wzniósł zmarłemu okazały grobowiec w Omdurmanie.

## Po śmierci Mahdiego
2 września 1898 połączone armie egipsko-brytyjskie, dowodzone przez lorda Kitchenera, rozgromiły mahdystów dowodzonych przez Abdullahiego w bitwie pod Omdurmanem. Sudan został podporządkowany Egipcjanom i Brytyjczykom. Grobowiec Mahdiego zburzono, a ciało Mahdiego zostało przez zwycięzców wyciągnięte z grobu i zbezczeszczone.
Jednak ruch religijny stworzony przez Mahdiego pozostał nadal znaczącą siłą polityczną w Sudanie. Po śmierci Abdullahiego na jego czele stanął syn Mahdiego, Abd Rahman. Od tego czasu ruchem kierowali kolejni członkowie rodziny Mahdiego. Cieszył się on popularnością jeszcze blisko sto lat po śmierci założyciela.
Potomkowie Mahdiego wciąż stanowią w Sudanie ważną siłę polityczną; Sadik al-Mahdi, przywódca postmahdystowskiej partii Umma, dwukrotnie pełnił rolę premiera.

## W literaturze
Mahdi był negatywnym bohaterem w powieści Henryka Sienkiewicza pt. W pustyni i w puszczy. Usiłował zmusić Stasia Tarkowskiego i Nel Rawlison do konwersji na islam, co mu się jednak nie udało.